# Триєдине королівство
Триєдине королівство (хорв. Trojedna kraljevina) або Триєдине королівство Хорватії, Славонії та Далмації (хорв. Trojedna Kraljevina Hrvatske, Slavonije i Dalmacije) — концепція, яку пропагували лідери хорватського національного відродження ХІХ століття, об'єднаного королівства між Хорватією, Славонією та Далмацією, які вже входили до складу Австрійської імперії під керівництвом одного короля, який також був імператором Австрії, але були політично та адміністративно окремими утвореннями. Ця концепція мала коріння у високому середньовіччі як наступник історичного Королівства Хорватія, що складалося з цих регіонів.
Після Австро-угорського компромісу 1867 року Хорватія та Славонія перебували у складі угорської половини Австро-Угорщини та були об'єднані в 1868 році як Королівство Хорватія і Славонія, де офіційно вживалася назва Триєдине Королівство Хорватії, Славонії та Далмації. Однак Далмація, перебуваючи в австрійській половині, все ще залишалася де-факто окремою адміністративною одиницею. До кінця існування Австро-Угорської імперії кілька хорватських політичних партій та груп домагалися визнання Триєдиного Королівства та включення Далмації до складу Хорватії-Славонії. Ключову роль в інтерпретації історичних джерел, щоб легітимізувати вимогу триєдиного Королівства відіграла хорватська інтелігенція, особливо юристи та історики.

## Історія

Усі три королівства були представлені на гербі Королівства Хорватії і Славонії.

Об'єднання трьох королівств почало набирати популярності в XIV столітті і спочатку використовувалося в титулі бана Хорватії, Славонії та Далмації в середньовічному Хорватському королівстві. Вперше термін «Триєдине королівство» було використано в 1527 році Габсбургами, щоб надати титулу Хорватії, Далмації та Славонії більшої величі, це можна побачити в титулах, наданих Крсто Франкопану, а також в інших прикладах з 1527 року. У 1895 році Іван Бойничич, член Хорватської незалежної народної партії, писав про це, кажучи, що ]хньою головною метою було визнання Триєдиного королівства. Хорватський сабор у 1681 році був офіційно названий Congregatio Croatiae, Dalmatiae et Slavoniae. Пізніше, у XVIII столітті, Марія Терезія заснувала Королівську раду Королівства Хорватії, Далмації та Славонії. Однак лише на початку ХІХ століття, паралельно з вимогами об'єднання трьох хорватських королівств та сучасного державотворення, посилювалося використання назви «Триєдине королівство».
До 1848 року хорвати претендували на території, за які боролися як угорці, так і Віденська придворна військова рада в рамках Австрійської імперії, а також Османська імперія. Під час революцій 1848 року хорватські націоналісти в Саборі запропонували об'єднання Триєдиного Королівства, яке було б автономним хорватським культурним та політичним союзом у складі Габсбурзької імперії. Політичні представники Хорватії пропагували цю ідею перед імператором і вимагали об'єднання трьох хорватських королівств. Під час революцій Далмація тимчасово перебувала під контролем бана Хорватії Йосипа Єлачича. Однак італійськомовна еліта, яка домінувала в Далматинському сеймі, наполягала на автономії Королівства як австрійської коронної землі –  проти вимоги хорватського національного відродження про Триєдине королівство.
Після Австро-Угорського компромісу 1867 року та Хорватсько-Угорського врегулювання 1868 року угорські претензії на Славонію та австрійські претензії на Військову границю були офіційно скасовані. Хорватія та Славонія були об'єднані в автономне Королівство Хорватія і Славонія. Однак об'єднання з Далмацією було відмовлено, і хоча Хорватія і Славонія була включена до складу Земель Корони Святого Стефана (угорської половини), Далмація залишалася коронною землею Цислетійської (австрійської) половини Дуалістичної монархії. Хорватія і Славонія, проте, офіційно називала себе «Триєдиним Королівством Хорватії, Славонії та Далмації», висуваючи свої претензії на Далмацію.
Розділи Хорватсько-угорського врегулювання 1868 року стали спірними питаннями, оскільки хорватська версія визначала територію «Земель Корони Святого Стефана» як «державний союз Королівства Угорщини та Королівств Далмації, Хорватії та Славонії». Угорська версія того ж врегулювання тим часом називала її Хорватією, Славонією та Далмацією, не використовуючи слово «Королівство» та змінюючи порядок назв країн. У документах, виданих Австрією, порядок був позначений як «Далмація, Хорватія та Славонія» після вказівок Фрідріха Фердинанда фон Бойста відрізнити Далмацію від Хорватії та Славонії, щоб підкреслити її приналежність до австрійської половини імперії.
Під час Хорватського національного відродження та другої половини ХІХ століття хорватська інтелігенція, особливо юристи та історики, у боротьбі за об'єднане Триєдине Королівство, брала участь в інтерпретації історичних джерел, прагнучи легітимізувати та політично аргументувати повне значення назви Триєдиного Королівства. До кінця ХІХ століття визнання Триєдиного Королівства було головною метою Незалежної народної партії, а також Народної партії Далмації.
У 1874 році Іван Кукульевич-Сакцинський у своїй праці «Codex Diplomaticus» опублікував різні знахідки з архівних колекцій, які зараз зберігаються в Хорватському державному архіві, документи всіх періодів, що стосуються Королівства Хорватії, Далмації та Славонії, зокрема:
- Привілеї — Privilegia Regnorum Croatiae, Dalmatiae et Slavoniae, від 1377 р.
- Протоколи — Protocolla Congregationis generalis Regnorum Croatiae, Dalmatiae et Slavoniae 1557 р.
- Протокол — Acta Congregationum Regni, датований 1562 роком
- Протокол — Transumpta documentorum iura Croatica tangentium, датований 1249 р.